# Янско плато
Янското плато (на руски: Янское плоскогорье) е плато, в Североизточна Азия, в централната част на Якутия, Русия.
Разположено е в северозападната част на Яно-Оймяконската планинска земя в басейна на средното течение на река Яна. На югозапад е ограничено от Верхоянските планини, на североизток – от планинската система Черски, а на югоизток границата му с Елгинското плато не е ясно изразена морфоложки. Средната му надморска височина варира от 450 до 800 m, като отделни къси хребети достигат до 1770 m (66°40′41″ с. ш. 135°26′23″ и. д. / 66.678056° с. ш. 135.439722° и. д.). Изградено е от триаски алевролити, глинести шисти и пясъчници, на места пронизани от гранитни интрузии. От юг на север през него протича река Яна със своите многобройни притоци: Адича с Дербеке, Нелгесе, Чарки, Борулах и Туостах, Сартанг, Дулгалах, Битантай и др. Платото е покрито основно с редки лиственични гори.
Платото е открито и оконтурено през 1868 г. от руския държавен служител от естонски произход Герхард Майдел.